# 伊尔库茨克州
伊尔库茨克州（羅馬化：Irkutskaya oblast，羅馬化：Erkhüügei mozho）位於位於西伯利亞聯邦管區東部，西邊和克拉斯諾亞爾斯克邊疆區相鄰，南邊有圖瓦共和國與布里亞特共和國，東邊則為外貝加爾邊疆區與薩哈共和國。伊爾庫茨克州面積774,846 km²，人口242.8萬人，首府為伊爾庫茨克。

## 歷史
俄羅斯人在此區的發展可以追溯到俄羅斯沙皇制度的東擴並消滅西伯利亞汗國的1582年，而到了17世紀末，伊爾庫茨克還是一個小村莊，農田和郊區逐漸發展。從18世紀開始，貿易興盛，伊爾庫茨克出現了黃金和白銀的工匠，而地處俄羅斯東擴的重要樞紐，伊爾庫茨克逐漸成為交通運輸與貿易的中心，並在1764年成為獨立省份的行政中心。
伊爾庫茨克州在18世紀末19世紀初成為貿易樞紐後，又由於金礦的開採，所有的富人都集中在此，這些商人階層改變了伊爾庫茨克，他們運用大量的資本建設城市，興建醫院、孤兒院及學校，並提升科技發展與教育。但在1879年夏天，一場大火燒掉了伊爾庫茨克，整座城市超過三分之二遭到毀壞後並開始重建，1898年，西伯利亞大鐵路開進伊爾庫茨克，但伊爾庫茨克在20世紀的政治事件如二月革命、十月革命、苏德战争等又遭到損毀。
伊爾庫茨克在1930年代開始工業發展，包含機械工程、紡織、食品工業等等，另一方面1918年所蓋的伊爾庫茨克國立大學則是東西伯利亞的第一所高等教育機構，主要教學科目為醫療、教育與金融。

## 州象徵
伊爾庫茨克州長期都有著自身的精神象徵，不過到了1997年才正式擁有自己的州徽與州旗。

### 州徽
伊爾庫茨克州的州徽是銀色背景下有著紅眼的老虎(狀似西伯利亞虎)，嘴上叼著猩紅色的貂，其中銀色代表著誠實、天真、純潔，黑色代表著謹慎、謙遜、悲傷，而紅色則代表著勇敢、勇氣、無畏。

### 州旗
伊爾庫茨克州的州旗是由三個垂直的色塊所組成，兩邊是水藍色，中間是白色，並將伊爾庫茨克州州徽置於正中央，伴有兩條枝狀雪松，州旗長寬比例為三比二，中間白色部分寬度為長度的一半。

## 地理

### 氣候
伊爾庫茨克州氣候相當寒冷，從十月中到四月初的這段時間裡，平均氣溫都在零度以下，一月的高溫平均為−14.9 °C，低溫平均則為−25.3 °C，七月的高溫平均為+24.5 °C，低溫平均則為+11.2 °C。降雨方面，七月份降雨量最多，平均96.2毫米，而一月份最少，平均11毫米，年平均則為419.8毫米。

### 地形
伊爾庫茨克州主要的地形為中西伯利亞高原所延伸出來的丘陵和寬谷所組成。該州最重要的貝加爾湖位在伊爾庫茨克州的東南部，安加拉河則從此發源往北流，其流出受到伊爾庫茨克大壩的控制，另外有兩座大壩則位在布拉茨克和烏斯季伊利姆斯克。勒拿河也是發源自伊爾庫茨克，由中西伯利亞高原往東北方流入薩哈共和國後在北極海入海。

## 政治
在蘇聯時期，州最高權力在三個人身上，分別是蘇共黨委第一書記、州蘇維埃主席和州行政委員會主席，其中第一書記擁有最大權力，蘇維埃主席擁有立法權而行政委員會主席擁有行政權力。從1991年蘇聯解體後，州長改為選舉或由總統指派。
自蘇聯解體後，俄羅斯聯邦共產黨在本州仍然長期執政。伊爾庫茨克州憲章是該州的根本法律，伊爾庫茨克州的立法議會是州的主要立法機構。最高的行政機構是州政府。

### 行政區劃分
伊爾庫茨克州行政區劃分為33個區、14個州屬城市、8個區屬城市、59個鎮和380個農村行政管理機構，伊爾庫茨克州行政首府是伊爾庫茨克，距離莫斯科約5042公里。

#### 区
| 中文名              | 俄文名                   | 行政中心                    |
| ------------------- | ------------------------ | --------------------------- |
| 阿拉尔区            | Аларский район           | 阿拉尔                      |
| 巴拉甘斯克区        | Балаганский район        | 巴拉甘斯克                  |
| 巴彦代区            | Баяндаевский район       | 巴彦代                      |
| 博代博区            | Бодайбинский район       | 博代博                      |
| 博汉区              | Боханский район          | 博汉                        |
| 布拉茨克区          | Братский район           | 布拉茨克                    |
| 日加洛沃区          | Жигаловский район        | 日加洛沃                    |
| 扎拉里区            | Заларинский район        | 扎拉里                      |
| 济马区              | Зиминский район          | 济马                        |
| 伊尔库茨克区        | Иркутский район          | 伊尔库茨克                  |
| 卡扎钦斯科-连斯基区 | Казачинско-Ленский район | 卡扎钦斯科耶                |
| 卡坦加区            | Катангский район         | 叶尔博加琼                  |
| 卡丘格区            | Качугский район          | 卡丘格                      |
| 基廉斯克区          | Киренский район          | 基廉斯克                    |
| 奎屯区              | Куйтунский район         | 奎屯                        |
| 马马-丘亚区         | Мамско-Чуйский район     | 马马                        |
| 下伊利姆斯克区      | Нижнеилимский район      | 热列兹诺戈尔斯克-伊利姆斯基 |
| 下乌金斯克区        | Нижнеудинский район      | 下乌金斯克                  |
| 努库茨基区          | Нукутский район          | 新努库茨基                  |
| 奥尔洪区            | Ольхонский район         | 叶兰齐                      |
| 奥萨区              | Осинский район           | 奥萨                        |
| 斯柳江卡区          | Слюдянский район         | 斯柳江卡                    |
| 泰舍特区            | Тайшетский район         | 泰舍特                      |
| 图伦区              | Тулунский район          | 图伦                        |
| 乌索利耶区          | Усольский район          | 别洛列琴斯基                |
| 乌斯季伊利姆斯克区  | Усть-Илимский район      | 乌斯季伊利姆斯克            |
| 乌斯季库特区        | Усть-Кутский район       | 乌斯季库特                  |
| 乌斯季乌达区        | Усть-Удинский район      | 乌斯季乌达                  |
| 切列姆霍沃区        | Черемховский район       | 切列姆霍沃                  |
| 春斯基区            | Чунский район            | 春斯基                      |
| 谢列霍夫区          | Шелеховский район        | 谢列霍夫                    |
| 埃希里特-布拉加特区 | Эхирит-Булагатский район | 乌斯季奥尔登斯基            |

## 人口
根據2010年俄羅斯全國人口普查，伊爾庫茨克州總人口為2,428,750人，其中男性為1,124,380人(46.3%)，女性為1,304,370人(53.7%)。城市人口為1,932,334人(79.6%)，而鄉村人口為496,416人(20.4%)。伊爾庫茨克州的人口密度為3.5人每平方公里，相較於全國平均的8.7人每平方公里，伊爾庫茨克州人口密度非常的低。

### 民族組成
根據2010年官方歷年人口普查數據統計資料，居住在伊爾庫茨克州的民族主要以俄羅斯民族為主，佔所有人口中的88.3%，其次是布里亞特族的3.2%、烏克蘭族1.3%、韃靼族0.9%、白俄羅斯族0.3%、亞美尼亞族0.3%、亞塞拜然族0.2%、其他民族5.5%。歷年人口普查數據如下表：
| 民族       | 人口      | 比例  |
| 俄羅斯族   | 2,144,075 | 88.3% |
| 布里亞特族 | 77,667    | 3.2%  |
| 烏克蘭族   | 30,827    | 1.3%  |
| 韃靼族     | 22,882    | 0.9%  |
| 白俄羅斯族 | 7,929     | 0.3%  |
| 亞美尼亞族 | 6,558     | 0.3%  |
| 亞塞拜然族 | 5,384     | 0.2%  |
| 其他民族   | 133,428   | 5.5%  |

### 宗教
伊爾庫茨克州的宗教
根據2012年官方調查，伊爾庫茨克州有28.1%的人口附屬於俄羅斯東正教會，7%的無教派的基督徒，6%附屬於其他東正教會，2%的人口是信仰斯拉夫新異教，還有1%的伊斯蘭教徒。此外，有37%的人口是自然崇拜而非信仰任何宗教，另外有17%的人口是無神論者，有1.9%的人有其他信仰或不回應。

## 經濟
伊爾庫茨克州在全俄羅斯83個聯邦主體中，地區生產毛額排名第20名，人均收入則排名第21名。

### 產業
伊爾庫茨克州是以工業為主的區域，其在東西伯利亞地區的經濟地位是非常重要的，更有一些產業是俄羅斯產業的重點項目。在蘇聯時期，伊爾庫茨克州有兩條河川做為水力發電的基礎，分別是安加拉河和葉尼塞河。這些水力發電就變成其他工業的基礎，這讓伊爾庫茨克州的工業與自然資源開發及生產的專業化和集中程度超越了遠東和西伯利亞地區的許多地方，而伊爾庫茨克州最主要的產業有電力生產、煉鋁業、發電設備、石化化工、木製品等等；伊爾庫茨克在俄羅斯總生產提供6.5%的電力以及40%的鋁，15%的出口木材，煤炭產量的6%，生產近20%的紙漿，超過10%的紙板。

### 礦產
伊爾庫茨克州也是一個礦產豐富的地區，其中最重要的礦產資源包括金、鐵、煤、烷類等，除此之外還有一些有色金屬和非金屬礦物，這些礦產資源主要集中在伊爾庫茨克盆地、坎斯克-阿欽斯克盆地的最東邊與通古斯盆地南部的部分。另外伊爾庫茨克州也擁有一些稀有金屬如：鈮、鉭、鋰、銣、銫、鎂、鍶等。

### 農業
伊爾庫茨克州有269萬畝的農業用地，其中有188萬畝是可耕地，這些區域屬於高風險的農業地區。伊爾庫茨克州主要產出穀物、牲畜、皮毛養殖和捕魚，幾乎有一半的農業都是和畜牧養殖相關，該州農業僅能提供一半的需求，不夠的食物必須從其他聯邦主體進口。伊爾庫茨克州有207家農業企業，3238家農場和17.6萬家的私人農場，伊爾庫茨克州的農業產值占全俄羅斯的1.5%，整個西伯利亞聯邦管區的8.9%。

### 林業
伊爾庫茨克州擁有相當豐富的森林資源，森林面積為6400萬畝，覆蓋率為80%，這個數字讓伊爾庫茨克成為全俄羅斯森林資源最多的一個州之一。這些林地有76%為針葉林，以及17%的軟木林與7%的灌木。總森林儲量是89億立方公尺，其中松樹林34%、落葉松30%、雲杉8%、冷杉林6%、樺木14%。另外有78%的營運資金都用在針葉林上，可以看出針葉林是具高經濟價值的。

### 投資
2012年伊爾庫茨克州主要投資項目包含礦業與採石業、林業與木製業、紙漿與印刷業、生產焦炭與精煉石油及核燃料、化學工業、金屬工業、交通運輸設備製造、電力燃氣及水的生產與分銷、交通與通信。
| 產業                       | 金額(百萬盧布) |
| 礦業與採石業               | 219,978.8      |
| 林業與木製業               | 7,029.0        |
| 紙漿與印刷業               | 18,700.0       |
| 生產焦炭與精煉石油及核燃料 | 95,242.6       |
| 化學工業                   | 9,587.0        |
| 金屬工業                   | 14,163.0       |
| 交通運輸設備製造           | 40,200.0       |
| 電力燃氣及水的生產與分銷   | 61,409.9       |
| 交通與通信                 | 73,698.0       |
| 總計                       | 540,008.3      |

### 對外貿易
伊爾庫茨克州對外貿易在2011年達到高峰，總額來到100億6650萬美金，和2010年相比成長了17.5%。伊爾庫茨克州2011年開始和超過80個國家進行貿易，最主要的貿易夥伴為中國、日本、印度、美國和韓國。
在出口部分，2011年有96.7%都是出口到國外去，總額為86億美金，較前一年成長16%。主要出口商品為：木材與木製品、鋁及其製品、機械設備、燃料及能源產品、化學品及鐵礦。
而進口部分，2011年的進口總額為15億美金，較2010年成長20%。主要進口商品為：氧化鋁、瀝青、機器設備、汽車、化學品、食品及醫藥品。

## 旅遊
伊爾庫茨克州最有名的便是環貝加爾湖鐵路，該工程由義大利和俄羅斯工程師合作設計施工，這條鐵路共有39個隧道和47條走廊，每年乘坐環貝加爾湖鐵路觀光鐵路的旅客都很多。
伊爾庫茨克在1970年被列入建築古蹟歷史名城名單。伊爾庫茨克市擁有約1300個歷史建築遺產，其中有501處被列為國家級或州級的文物遺產，受到國家的保護，伊爾庫茨克在所有西伯利亞城市中所擁有的古建築是最多的，甚至還完整保存了木造房屋街區。
伊爾庫茨克州擁有七家山地滑雪中心，其中有三家是最有名的滑雪療養地，分別為環貝加爾湖旅遊基地、貝加爾酒店旅遊基地和黑貂山旅遊基地，這些旅遊中心目前都可以提供全面的山地滑雪和各種運動項目的服務，如滑雪、滑雪板、登山、極限運動等。

## 外部連結
- 伊爾庫茨克州官網 （页面存档备份，存于）